# Газов, Александр Васильевич
Александр Васильевич Газов (17 июня 1946, с. Брыково, Истринский район, Московская область, РСФСР, СССР) — советский стрелок из винтовки по движущейся мишени, олимпийский чемпион, многократный чемпион и рекордсмен мира, Европы и СССР. Заслуженный мастер спорта СССР.

## Биография
Стрельбой начал заниматься в 12 лет. Сначала увлекался вместе с отцом охотой, затем стал посещать секцию стендовой стрельбы. После прохождения службы в армии перешёл в пулевую стрельбу по движущимся мишеням.
Перед Олимпиадой в Монреале самостоятельно модернизировал винтовку немецкой фирмы «Вальтер», экспериментальным путём укоротив ствол до 42 см. Впоследствии «Вальтер» стал выпускать оружие с коротким стволом.
Спортивную карьеру закончил в 1983 году. В период с 1983 по 1989 год работал главным тренером стрелковой команды Группы советских войск в Германии, а в 1989 году переехал в Минск и тренировался в качестве спортсмена. В течение некоторого времени занимал должность начальника стрелкового тира имени маршала Тимошенко, затем в 1992 году уволился.
В настоящее время проживает в деревне Колодчино Вилейского района Минской области Белоруссии. Занимается резьбой по дереву.
Награждён орденом «Знак Почёта».

## Спортивные достижения
- чемпион Олимпийских игр (1976)
- бронзовый призёр Олимпийских игр (1980)
- пятикратный чемпион мира (1973, 1974, 1979)
- трёхкратный бронзовый призёр чемпионатов мира (1974, 1979)
- двукратный чемпион Европы (1977, 1978)
- семикратный чемпион СССР (1972—1974, 1976, 1978, 1980)
- рекордсмен Олимпийских игр (1976)
- семикратный рекордсмен мира
- семикратный рекордсмен Европы
- восьмикратный рекордсмен СССР